# Єврейське кладовище (Добромиль)
Єврейське кладовище в Добромилі, ймовірно, було створене після заснування незалежної єврейської громади в Добромилі в 1765 році, хоча точна дата невідома. Стан кладовища невідомий. Воно знаходиться у північній частині міста, на схід від християнського кладовища, на дорозі, що веде до Солянуватки.